# Migraine ophtalmique
 Mise en garde médicale
La migraine ophtalmique ou migraine oculaire, est une forme clinique de migraine. Elle débute par des troubles visuels, aux symptômes variés avec, par exemple, apparition d'un point brillant (scotome) qui s'agrandit progressivement et gêne la vision ou bien un voile noir, des images déformées comme flottantes, etc. La perception est donc perturbée, on peut parfois ne distinguer que la moitié des objets. Le point s'élargit généralement tout en se décalant vers la périphérie de l'œil, selon des lignes courbes brisées, les phosphènes. Dans ces zones linéaires, les objets ont tendance à être observés grandissants et rapetissants constamment, donnant une impression de vibration visuelle.
On parle aussi de « migraine avec aura».
Ensuite, peuvent survenir les différents maux de la migraine tels que des nausées et des céphalées.
Les causes d'une migraine ophtalmique peuvent être liées à la tendance à la migraine du sujet, ou à une fatigue.
Peuvent également s'ajouter des troubles sensitifs (engourdissements) ou moteurs comme l'altération du langage (difficulté d'élocution), la paralysie, etc.